# Epiphragma fuscosternatum
Epiphragma fuscosternatum är en tvåvingeart som beskrevs av Alexander 1930. Epiphragma fuscosternatum ingår i släktet Epiphragma och familjen småharkrankar. Inga underarter finns listade i Catalogue of Life.